# Antonio Cortijo y Valdés
Antonio Cortijo y Valdés (Villanueva de la Serena, 1826-Villanueva de la Serena, 1890) fue un escritor, abogado y político español, diputado a Cortes durante el Sexenio Democrático, además de alcalde de Villanueva de la Serena.

## Biografía
Nacido en Villanueva de la Serena en 1826, estudió filosofía en Sevilla, los cuatro primeros años de derecho en Salamanca y los restantes de su carrera en Madrid. Obtuvo el grado de licenciado en Salamanca, y partió a Madrid, donde se dedicó a las letras, cultivando la literatura dramática. En 1848 escribía y representaba los dramas suyos titulados El cardenal y el ministro, y La Banda de la Condesa, en los teatros de la Cruz y Novedades. Volvió a Extremadura, donde se habría convertido en uno de los mejores abogados de la región. Intervino en el pleito del arrendamiento de las yerbas de terceras partes de la dehesa de Serena, en el cual defendió al marqués de Perales, conde de Superunda, marqués de la Alameda, condesa de Bornos, condesa de Cartagena, marqués de Someruelos y a otros, contra las dieciocho villas de aquel antiguo partido judicial. Tras la revolución de 1868, entró en política. En 1870 fue elegido diputado provincial por el distrito de Villanueva de la Serena, y al poco presidente de la Diputación Provincial de Badajoz. En 1872 fue votado diputado a Cortes. En aquellas cámaras que dieron lugar a la proclamación de la República, con la renuncia del rey Amadeo el 11 de febrero de 1873, según Nicolás Díaz y Pérez, Cortijo, «asustado tal vez ante la nueva forma de gobierno, él, que como otros tantos no era republicano, y profesaba cierto amor á la monarquía, se hizo alfonsino, desmintiendo así sus aficiones democráticas manifestadas durante el reinado del Duque de Saboya».
Ingresó entonces en la redacción del periódico El Tiempo, donde escribió artículos que en más de una ocasión fueron reproducidos por toda la prensa alfonsina, siendo multado el que con el título de "Analicemos" dio en el número 1405 de dicho periódico, correspondiente al 22 de enero de 1874. En 1872 escribió la biografía de Vicente Barrantes, impresa con el discurso de su recepción en la Real Academia de la Historia, y el de contestación de Cánovas del Castillo, en un volumen que fue costeado por la Diputación Provincial de Badajoz y publicado con el título Discursos leidos ante la Real Academia de la Historia en la recepción pública del Excmo. Sr. D. Vicente Barrantes, el 14 de Enero de 1872, con una biografía de éste, por D. Antonio Cortijo Valdés, Presidente que ha sido de la Diputación provincial de Badajoz y Diputado á Cortes. Falleció en Villanueva de la Serena el 9 de enero de 1890, un día después de tomar posesión del cargo de alcalde de la localidad.